# Алэйн
«Алэйн» (англ. Alaine) — певица ямайского происхождения, полное имя которой звучит как Алэйн Лоутон. Сочиняет песни и исполняет музыку в стиле регги. Сама Алэйн родилась в Нью-Джерси, США, но в возрасте трёх лет родители увезли её на Ямайку. Её отец и мать имеют ямайско-африканские и англо-таинские корни. Наиболее известные песни, исполненные певицей: «Deeper», «Sacrifice» и «Love Loud & Clear».

## Дискография

### Альбомы
- Sacrifice (2007)
- Luv a Dub (2009)

### Синглы
- «Sacrifice»
- «No Ordinary Love»
- «Forever More» (featuring Tarrus Riley)
- «Flashback to Dancehall» (featuring 8 Bars)
- «Color Blind»
- «Luv a Dub» (featuring Buju Banton))
- «Me & You (Secret)» (featuring Chino)
- «Dreaming Of You» (Beenie Man featuring Alaine)
- «I Love Yuh» (Busy Signal featuring Alaine)
- «Dying For A Cure» (Wayne Marshall featuring Alaine)
- «HeartBeat» (Mavado featuring Alaine)
- «Tonight» (Machel Montano featuring Alaine)
- «Love Sound» (Beres Hammond featuring Alaine)
- «Fur Your Eyes Only» (Shaggy featuring Alaine)
- «Ride» (Tony Matterhorn featuring Alaine)